# Мејтаун (Алабама)
Мејтаун (енгл. Maytown) град је у америчкој савезној држави Алабама. По попису становништва из 2010. у њему је живело 385 становника.

## Демографија
Према попису становништва из 2010. у граду је живело 385 становника, што је 50 (11,5%) становника мање него 2000. године.
| Група             | 2000.       | 2010.       |
| Белци             | 345 (79,3%) | 344 (89,4%) |
| Афроамериканци    | 83 (19,1%)  | 37 (9,6%)   |
| Азијати           | 1 (0,2%)    | 0 (0,0%)    |
| Хиспаноамериканци | 0 (0,0%)    | 0 (0,0%)    |
| Укупно            | 435         | 385         |